# 詹卡洛·费斯切拉
詹卡洛·费斯切拉（義大利語：Giancarlo Fisichella，1973年1月14日—），意大利一级方程式赛车车手，出生于意大利罗马。

## 簡介
从小就开始参加卡丁车比赛，1994年获得了意大利三级方程式赛车冠军。1996年度，加入了一级方程式赛车（Minardi）车队，虽然由于赛车竞争力不足，没有获得积分，但是还是被看中，于次年加入该队。
1997年度为出赛，整个赛季中经常有不错的发挥，在1997年德国大奖赛中几乎夺取冠军，结果在大幅领先情况下不幸在倒数第4圈爆胎。在1997年加拿大大奖赛的季军使他第一次登上领奖台。
1998年度转到车队效力，直到2001年度结束。4个赛季中他每个赛季都能够登上领奖台，但是由于赛车稳定性欠佳，使他很难有持续稳定的发挥。在1998年奥地利大奖赛他获得了第一个一级方程式赛车杆位。
2002年度回到为其出战2002和2003赛季。这两个赛季他的表现并不理想，但是在2003年巴西大奖赛，他在一场以事故提前结束的雨战中获得了个人的第一个一级方程式赛车大奖赛冠军（冠军最初由于赛会圈数计算的错误发给了奇米·雷克南，在一个星期后经过车队交涉，国际汽联才补发给了费斯切拉。
2004年度转到索伯车队效力，整个赛季都有比较稳定的发挥，使他终于在赛季末被一支大车队看中，2005年度他开始转到雷諾車隊效力。

### 2005-07年：雷诺车队
2005年，他夺取了第一站澳大利亚大奖赛的冠军。虽然此后他的表现并不特别稳定（特别是与夺取年度冠军的队友费尔南多·阿隆索比较），不过他还是在大部分时间很好地完成了第二车手的任务，获得了58个积分，名列年度第五，并帮助雷诺车队夺得车队总冠军。在比利时站，费斯切拉曾发生撞墙事故。
2006年跟2005年情況一樣，获得了72个积分，名列年度第四，并再次帮助雷诺车队夺得车队总冠军。
2007年，在费尔南多·阿隆索離隊後，成為了雷諾車隊第一車手。
费斯切拉被许多业内人士认为是当时一级方程式赛车驾驶技术最出色的车手之一，但是在很长时间里他都没有遇到过一辆有竞争力的赛车来展示自己的才能。
2008年遭雷諾車隊棄用，轉往印度力量車隊。
目前他还经营着一支GP2车队，FMS International。

### 2009年
2009年比利时大奖赛上，费斯切拉表现卓越，不仅在排位赛中获得杆位，还在正赛中仅落后法拉利车手奇米·雷克南不到1秒的差距获得亚军，还帮助印度力量车队获得历史上首个领奖台。有分析人士指出，如果不是法拉利受益于KERS的帮助，本场比赛的冠军将属于费斯切拉。
印度力量車隊宣布自意大利大奖赛起，由费斯切拉为法拉利車隊出賽2009年剩余的赛事來代替此前表现不佳的同鄉盧卡·巴多爾。
法拉利車隊宣佈2010年車隊測試車手為费斯切拉。

## F1出賽成績

### 全年總积分
- 1996年度：第17位，0分（米纳尔迪车队）
- 1997年度：第8位，20分（喬丹車隊）
- 1998年度：第9位，16分（贝纳通车队）
- 1999年度：第9位，13分（贝纳通车队）
- 2000年度：第6位，18分（贝纳通车队）
- 2001年度：第11位，8分（贝纳通车队）
- 2002年度：第11位，7分（喬丹車隊）
- 2003年度：第12位，12分（喬丹車隊）
- 2004年度：第11位，22分（索伯车队）
- 2005年度：第5位，58分（雷諾車隊）
- 2006年度：第4位，72分（雷諾車隊）
- 2007年度：第8位，21分（雷諾車隊）
- 2008年度：第19位，0分（印度力量車隊）
- 2009年度：第15位，8分（印度力量車隊、法拉利車隊）

### 大獎賽三甲紀錄
- 1997年度：加拿大（季军），比利时（亚军）
- 1998年度：摩纳哥（亚军），加拿大（亚军）
- 1999年度：加拿大（亚军）
- 2000年度：巴西（亚军），摩纳哥（季军），加拿大（季军）
- 2001年度：比利时（季军）
- 2003年度：巴西（冠军）
- 2005年度：澳大利亚（冠军）
- 2006年度：马来西亚（冠军）
- 2009年度：比利时（亚军）

### 排头位发车
- 1998年度：奥地利
- 2005年度：澳大利亚
- 2006年度：马来西亚
- 2009年度：比利时

### 最快圈
- 1997年度：西班牙